# Guy de Valence
 (août 2023).
Ne doit pas être confondu avec Guy de Valence, évêque de Tripoli au XIIe siècle.
Guy Marie Yves de Valence de Minardière dit Guy de Valence est un officier, administrateur colonial et diplomate français né le 22 février 1920 à Vannes (Morbihan), et décédé le 7 décembre 2014 à Paris. Il fut aide de camp du général Leclerc.

## Biographie

### Famille
Fils de Jacques de Valence de Minardière, officier et de Yvonne Jallot, Guy de Valence est issu d'une famille subsistante de la noblesse française originaire du Forez, anoblie en 1678.
Il est le père d'Anne, issue d'un premier mariage en 1952 avec Marguerite Duhamel. Cette dernière était Rochambelle. Il se remarie en 1979 avec Françoise Védrune-Ancel, journaliste.

### Etudes
Il étudie dans un premier temps au collège Saint-Vincent, à Rennes, puis à l'école Bossuet. Il rejoint ensuite le lycée Louis-le-Grand à Paris, période lors de laquelle il effectue un échange au Saint-John College à Cambridge. Il obtient son baccalauréat.

### Carrière militaire
Guy de Valence, engagé volontaire dès 1939, participe à la Seconde Guerre mondiale. Admis à suivre la formation d'élève officier de réserve, il assiste aux cours de l'école de cavalerie de Saumur en 1940, au sein de la promotion des Cadets qui s'illustrera lors des combats de Saumur.
Il prend part aux combats de la Libération au sein de la 2e division blindée du général Leclerc, débarquée le 1er août 1944 en Normandie à Saint-Martin-de-Varreville, dans le secteur d'Utah Beach.
Il devient officier d'active en 1944. C'est en 1945 qu'il est nommé aide de camp du général Leclerc, fonction qu'il occupera jusqu'en 1947.

### Administrateur colonial
Quittant l'armée pour la vie civile, Guy de Valence rejoint de 1948 à 1949 le cabinet du haut-commissaire à Madagascar. Il est ensuite élevé au grade d'administrateur de la France d'outre-mer en 1949, carrière qu'il poursuivra jusqu'en 1970.
Il est alors successivement en poste, de 1949 à 1958 en Mauritanie, au Sénégal, en Côte d'Ivoire, au Cameroun et au Niger.
Nommé directeur de cabinet de Léopold Sédar Senghor en 1959, il parvient au rang d'administrateur en chef de classe exceptionnelle des affaires d'outre-mer (1961) et est alors chargé des questions d'outre-mer au cabinet du ministre des anciens combattants (de 1961 à 1967).
Accédant en parallèle au grade de colonel de réserve, il est auditeur à l'Institut des hautes études de défense nationale de 1961 à 1962.

### Diplomate
Guy de Valence intègre en 1970 le corps des conseillers et secrétaires des Affaires étrangères, et est nommé conseiller des Affaires étrangères de 1re classe. Il est alors en poste, de 1970 à 1972, à la Direction générale des relations culturelles, scientifiques et techniques au service des établissements français à l'étranger.
Il est ensuite conseiller économique et financier du gouvernement militaire français à Berlin de 1972 à 1975, puis chef du service social du ministère des Affaires étrangères de 1976 à 1981.
Il parvient au rang de ministre plénipotentiaire en 1984, attribué aux hauts fonctionnaires des Affaires étrangères ne jouissant pas du rang d'ambassadeur. Il est alors conseiller technique au cabinet du secrétaire d’État chargé des anciens combattants, avant de faire valoir ses droits à la retraite en 1985.

### Publications
Guy de Valence a publié plusieurs ouvrages :
- La Vie à bras le corps (2007)
- Avec Leclerc en Indochine et en Afrique du nord : août 1945-octobre 1947 (2007)
- A Madagascar avec Pierre de Chevigné : mars 1948-août 1949 (2007)
- De Saumur à Berchtesgaden : édition posthume (2023) - Préface du CEMAT - Edition Bernard Giovanangeli

## Décorations

### Décorations françaises
- Commandeur de la Légion d'honneur, 1955
- Médaille militaire, 1944
- Grand officier de l'ordre national du Mérite, 1982
- Croix de guerre 1939–1945, 2 palmes de bronze
- Croix du combattant volontaire, 1957
- Croix du combattant
- Médaille des évadés
- Médaille commémorative française de la guerre 1939-1945, agraphes France, Afrique, Libération et Allemagne
- Médaille coloniale, agraphes Extrême-Orient et Madagascar
- Médaille commémorative de la campagne d'Indochine
- Médaille des blessés militaires

### Décorations étrangères
- Commandeur de l'ordre de l'Étoile noire, 1961
- Officier de l'ordre du Ouissam alaouite, 1947
- Officier du Nichan Iftikhar
- Officier de l'ordre royal du Cambodge
- Commandeur de l'Ordre de l'Étoile de la Grande Comore, 1949
- Officier de l'ordre du Million d’Éléphants et du Parasol blanc échelon or
- Commandeur de l'ordre du Mérite national mauritanien
- Ordre du Règne du roi Savang Vatthana
- Officier de l'ordre de l'Étoile d'Anjouan
- Commandeur de l'ordre national du Tchad

## Hommage
La 134° promotion de l'École supérieure des officiers de réserve spécialistes d'état-major a été baptisée en son honneur.

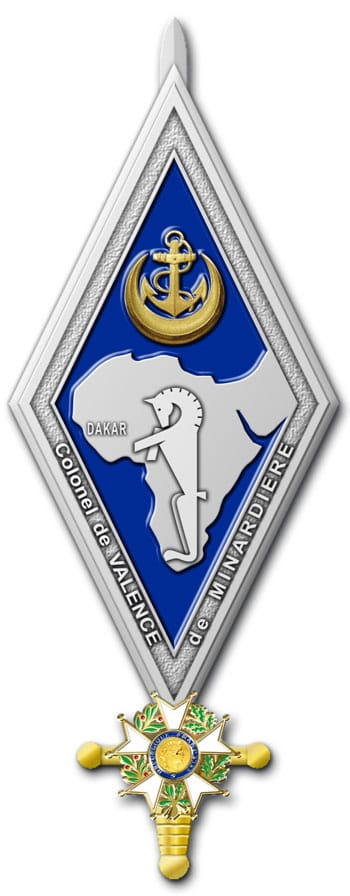
Insigne promotion COL de VALENCE